# Cystostereum
Cystostereum Pouzar (białoskórnik) – rodzaj grzybów z rodziny białoskórnikowatych (Cystostereaceae). W Polsce występuje 1 gatunek.

## Charakterystyka
Grzyby kortycjoidalne o bazydiokarpie wieloletnim, rozproszonym, rozpostartym, przyrośniętym, skorupiastym. Hymenofor grudkowaty lub drobnokolczasty, brzeg w postaci białawych, ryzomorficznych lub strzępkowych pasm. System strzępkowy dimityczny, strzępki generatywne ze sprzążkami, szkliste, bogato rozgałęzione i grubościenne, strzępki szkieletowe włókienkowate. Liczne gleocystydy lub podobne do nich pęcherzyki gleocystydialne, brak dendryhyfid. Podstawki maczugowate z 4-sterygmami i sprzążką u podstawy. Bazydiospory szeroko elipsoidalne, szkliste, gładkie, cienkościenne, nieamyloidalne.
Cystosterum charakteryzuje się dimitycznym systemem strzępkowym i dużą liczbą pęcherzykowatych gleocystyd. Różni się od Crustomyces głównie brakiem dendrohyfid. Obydwa na podstawie badań molekularnych zaliczane są do rodziny Cystosteraceae.

## Systematyka i nazewnictwo
Pozycja w klasyfikacji według Index Fungorum: Cystostereaceae, Agaricales, Agaricomycetidae, Agaricomycetes, Agaricomycotina, Basidiomycota, Fungi.
Polską nazwę zaproponował Władysław Wojewoda w 2003 r., wcześniej Stanisław Domański opisywał ten rodzaj jako cystoskórek.
Gatunki:
- Cystostereum australe Nakasone 1983
- Cystostereum heteromorphum Hallenb. 1980
- Cystostereum kenyense Hjortstam 1987
- Cystostereum murrayi (Berk. & M.A. Curtis) Pouzar 1959 – białoskórnik chropowaty
- Cystostereum pini-canadensis (Schwein.) Parmasto 1968
- Cystostereum saxitas (Burt) A.L. Welden 2010
- Cystostereum sirmaurense R. Kaur, Avn. P. Singh & Dhingra 2019
- Cystostereum stratosum Hallenb. 1978

Wykaz gatunków i nazwy naukowe na podstawie Index Fungorum. Nazwy polskie według Władysława Wojewody.